# TRINITY SEVEN 魔道書7使者
《TRINITY SEVEN 魔道書7使者》是齊藤健二擔任原作、奈央晃德負責作畫的日本漫畫作品，於富士見書房《月刊Dragon Age》連載。

## 故事大綱
春日新熟知的日常生活隨著被稱為「崩壞現象」的神秘事件，與堂妹春日聖一同消失在異空間中。為了控制崩壞現象與救回小聖，阿新前往王立書冊學園就讀，在那裡等待他的是7位美少女魔道士「魔道書7使者」……

## 登場人物
- 聲優以電視、劇場版／廣播劇CD版排序。

### 主角
春日新（Kasuga Arata，聲：松岡禎丞／細谷佳正）
本作主角。17歲，身高：175cm。性格好色且異常冷靜，有著「幸運色狼」的體質，每當發生幸運的桃色事件會仔細欣賞春光後道謝並接受毆打，對受苦的人無法置之不管，討厭不如自己意的命運安排，不論是注定的或者有意的安排，最終都會照他的意思去突破重建更適宜的結局。「書庫」傲慢，「主題」支配。持有魔道書為「阿斯提爾的手抄本」及「伊莉雅斯斷章」。持有魔王兵器支配武裝「黑皇劍朱迪卡（聲：伊藤靜）」與柯爾特巨蟒左輪手槍。
為了解救被自己引起的「崩壞現象」送去「破滅世界」中的小聖，決定成為魔道士，並進入王立書冊學園就讀，一入學就因為能使用「世界構築」而被稱為魔王侯補。
屬於大而化之，悠閒自在，然後船到橋頭自然直的性格。也可能是因為這樣的個性的關係，很多次在遇到重大事件的時候都能輕鬆的迎刃而解。
據亞琳所言，在覺醒成魔王三重星芒之後開始和魔王因子同化，再覺醒一次恐怕會完全覺醒成魔王三重星芒。
曾使用自己全身的魔王因子不計代價去實現能安娜留存於世的肉體，同時也因此失去大部分魔王因子的力量。雖然7使者們為了避免可能使阿新失去生命的風險而不希望他這樣做，但他本人認為能救回安娜比較重要。
為了能夠對抗異世界的魔王三重混沌，以「傲慢」書庫的主題「支配」，掌控了「貪食」書庫的主題「信仰」、「怠惰」書庫的主題「停滯」、「色慾」書庫的主題「生命」，掌握了四個主題成為了超越「三位一體」TRINITY的存在後取得真正的魔王裝束「三重型態」，之後以大規模有著強大破壞力的斬擊「黑皇永獄斬」擊敗三重混沌。
在經過幾年在王立天空學園的艱苦特訓之後，成為實力強大的「魔道劍聖（ソード・マギウス）」。
但也因為在短時間內取得強大的力量導致身體無法承受因而差點暴走，在莉莉絲與莉莉姆的幫助下，終於控制並支配這股力量。
為了阻止真正的大魔王三重鬥爭的詛咒，抵達世界的盡頭取得「魔王真核」，自此擁有了可以抵抗魔王三重鬥爭的手段。
真實身份為該世界的魔王·三重星芒。
在神曲門內部與三重混沌、最終混沌聯合領悟了魔王三位一體的奧義，並使用了魔王真核的力量「管理者（アドミニスター）」支配原12魔將後，再與魔道書七使者的力量聯手，終於擊敗了大魔王三重鬥爭。
打倒三重鬥爭後，被其授予了集結魔道書七使者力量後才能使用的「七皇術」（原先使用的「黑皇術（アストラル・ルーラー）」則是繼承三重鬥爭的力量）。
在三重鬥爭被擊敗後，新取代了他的位置，成為新一代的「黑皇魔王」。
因其自身是由三重鬥爭的「情（センサス）」所分離的存在，因而昵稱對方「老爹」。
三重星芒
阿新的魔王因子覺醒後的新人格與姿態。個性獨裁霸道。有著壓倒性的「支配」之力，甚至能消去身為傳說級魔道書小空以及伊莉雅的魔力。
與新共有記憶，所以阿新在恢復之後仍記得變成魔王後所作的一切。
據真正的魔王三重鬥爭所說，似乎是與他分離的「愛情（カリタス）」中的「情（センサス）」所組合而成的生命。

### 王立書冊學園

#### 魔道書7使者
淺見莉莉絲（Asami Lilith，聲：原由實／茅野愛衣）
「魔道書7使者」之一。專門術式「鍊金術」（アウター・アルケミック）。「書庫」色慾（ルクスリア），「主題」生命（アビエス）。
17歲，身高162cm，三围：B89 W55 H89。持有魔道書為「赫耳墨斯外典」。
王立書冊學園的教師，但與新等人同齡，是容姿端麗的少女。個性相當單純。巨乳。喜歡新。聽到跟性有關的話題就很容易害羞。戴著貝雷帽。
戰鬥時會使用鍊金術把其它物質變成拉赫蒂L-39反坦克步槍與沙漠之鷹手槍，並常發動援護射擊。真名為「莉莉絲·亞薩賽爾（リリス・アザゼル）」，是異世界魔王三重混沌的親生女兒。生父為了能夠干涉異世界而將其傳送至此，當成連結異世界的鑰匙，結果導致原時空的色慾使者安娜塔西亞·L失去存在意義而消滅。
被其生父三重混沌強迫驅動體內的魔王因子，發動「色慾」書庫的顯現裝束「艾什瑪」後失去意識，之後被新救出。
天空圖書館事件之後，體內的魔王因子似乎進入完全的沉睡狀態。
在經過自己父親（魔王三重混沌）的特殊訓練之後，在後來的魔導士聯合魔術大會上已經可以熟練地使用「色慾」書庫的顯現裝束「艾什瑪」來戰鬥。
在新以及學園長比布利亞做出不適當的行為時擔任吐槽役，有時候不只是嘴上說教而已，更會直接動手制裁。
目前從阿斯提爾的手抄本已得知的稱號為「魔王之女」。
神無月亞琳（Kannazuki Arin，聲：內田彩／下屋則子）
「魔道書7使者」之一。專門術式「聖儀術」（カオシック・ルーン）。「書庫」憤怒（イラ），「主題」崩壞（ルイーナ）。
16歲，身高156cm，三围：B83 W56 H84。持有魔道書為「諸神黃昏的真實」及神話武裝「魔槍·蓋爾柏格」。
自稱「魔王的伴侶」，並稱呼新為「老公」。容貌與身材都跟小聖長得很像的少女。外表所見為一個面癱（無表情）的少女，個性上略顯天然呆，被男性看見裸體也不會害羞，更不會生氣，但只是不太顯露情感在外而已，實際上內心情感豐富。
口頭禪是「感覺好難懂…（難しいのね…）」。
當時在浴室被阿新看到身體的時候，甚至大方地告訴他自身的胸圍尺寸是83C。
非常喜歡新，對於新的讚賞會顯露嬌羞的情感。
在新和萊維的脫光光戰爭中出手幫了新。
與聖的真實身份同樣是「世界樹的巫女」，並將聖視為鏡象的自己。但經常會捉弄個性較為內向害羞的聖。
從阿斯提爾的手抄本讓渡給本書的知識中得知，其真實身分為這世代的「天魔看守者」。
風間萊維（Kazama Levi，聲：佐倉綾音／藤田咲）
「魔道書7使者」之一。專門術式「忍術」（シャーマニック・スペル）。「書庫」嫉妒（インウィディア），「主題」期待（エクスペクト）。
17歲，身高148cm，三围：B78 W54 H77。持有魔道書為「神威未然抄（かむいみぜんしょう）」。
能夠驅使各種忍術（如暗殺術、房中術）的忍者少女，有著世界頂尖的實力。擁有神禍眼，是能看見萬物死亡的邪眼，只論戰鬥能力甚至能排進前三名。
因為自己不對任何人抱有「期待」，而選擇了期待的主題，跟由衣是相似的好朋友，喜歡新。
常圍著圍巾，縱使是游泳或入浴也不會拿下。沒有穿內褲的習慣，戰鬥中常有露出臀部的場景。
是魔道書7使者裡唯一沒有被光溜溜魔術破壞衣服變成裸體被新看光光的人。
跟新一樣好色，有時候也會跟著新一起瞎起鬨去捉弄其他的女主角們。
可以進行長時間且超高速的戰鬥外，平時的性格其實很懶散、得過且過，遭遇戰鬥時則會看場合保留自己的真正實力，但心中似乎有著不為人知的祕密，時不時會用冷酷的眼光注視著特定的人事物，到目前為止的故事發展仍沒有透漏是什麼原因。
在莉賽洛德編年史外傳中被莉賽洛德提到忍者其實是魔道士的天敵，也就是天然的「魔道士殺手」。
從阿斯提爾的手抄本讓渡給本書的知識中得知，其真實身分為這世代的「天眼稀神」。
山奈米菈（Yamana Mira，聲：日笠陽子／三森鈴子）
「魔道書7使者」之一。專門術式「映晶術」（ゲヘナ・スコープ）。「書庫」傲慢，「主題」正義（ユースティティア）。
16歲，身高152cm，三围：B79 W55 H78。持有魔道書為「鏡之國書」。
在遇見雅琪歐前，本來是沒什麼自我主張、比較沉默的人，但因為魔力特別高，所以隨時都有可能暴走的危險，因此不想靠任何人太近，也不和他們說話（也沒人敢接近她），就這樣度過每一天，就在這時伸出援手的是雅琪歐。
對平時的戰鬥夥伴雅琪歐是直接叫全名，私底下則稱她為「前輩」。
在多次被阿新接觸、拯救之後，開始對新產生了愛意，但嘴上依然不願意承認，是個傲嬌。
王立圖書館首席檢閱官，新施展的光溜溜魔術破壞其他女孩的衣服時，是唯一能把魔法反射到阿新身上的人。但在原作20話時因為在無法接「書庫」的領域內使用Magus模式，而被其影響變成全裸被新看光光。
經常與雅琪歐共同行動。
有在餐廳以女僕裝的打扮打工，平常穿的內褲有著兔子圖案，雅琪歐發現她在意識到新的存在後開始穿得越來越成熟。
雖然嘴上說著要消滅在她眼中是個學園大色狼兼變態且不潔不淨的阿新，也會強力毆打至阿新失去福利片段的記憶為止，但卻都沒有真的痛下狠手。對阿新是日久生情，以至於後期阿新有發動「幸運色狼」體質的福利場景時只會嘴上叨唸並吐槽阿新而已，並不會真的去毆打他，而她也在後續接受大魔公愛莎的嚴格訓練中大方坦承自己被阿新性騷擾習慣了（笑）。
因為實力強大且正義的性格，從阿斯提爾的手抄本口中情報得知，推測為傳說中的「英雄候補」。
在經過王立天空學園校長大魔公愛莎的嚴格訓練之後，正式覺醒成為「英雄」。後續在神曲門的戰鬥中顯現了嶄新的絕招「無形怪王之詩」，整體實力提升非常明顯。
不動雅琪歐（Fudou Akio，聲：柚木涼香／小林優）
「魔道書7使者」之一。專門術式「真言術」（マントラ・エンチャント）。「書庫」貪食（グラ），「主題」信仰（フィデス）。
18歲，身高170cm，三围：B82 W56 H83。持有魔道書為「不動真言的時間（不動真言の刻）」以及「伊莉雅斯斷章Ⅷ」（也就是奧克托）。
王立圖書館檢閲官第三席，原是秘寶巫女的族人，負責保護天空圖書館的寶藏，個性大而化之且豪爽。擅於踢擊，擁有能直接踢壞牆壁的威力。
平時是高挑且凹凸有致的美女，但在魔力消耗過度時會變成身材矮小的修女姿態。
因為身為王立圖書館檢閱官的關係，經常與首席的米菈共同行動，平時對米菈的稱呼則是「老大（BOSS）」。對於只因為打發時間就破壞自己居住的城鎮與街道，甚至殺害自己母親的魔王三重混沌非常憎恨，但後來魔王三重混沌被新擊敗後，在新的開導下以及已逝母親的笑容中將恨意釋然。
在天空圖書館的戰鬥中被新救贖之後，深深喜歡上新，對於新的稱呼變成「可愛/心愛的小哥」。
在沒執行任務時會在餐廳打工，可能是因為自身「書庫」的影響而擔任廚師，負責提供美味的料理。
使用真言術的時候身上會浮現明顯的梵文字。祖先的血統非常有可能就是傳說中的「不動明王」。
由於母親的緣故，而有著「明王化身」的評價。
倉田由衣（Kurata Yui，聲：村川梨衣／大久保瑠美）
「魔道書7使者」之一。專門術式「重唱術」（アーク・シンフォニー）。「書庫」貪婪（アワリティア），「主題」友情（アミキティア）。
14歲，身高154cm，三围：B84 W55 H83。持有魔道書為「亞雷司特的魔譜」。
長時間生活在夢境世界中的少女。魔力於學園中是僅次於校長的樞機等級，擁有幻十字邪眼，與雷玟為相似的好朋友，為了抑制魔力於學園的地下迷宮沉眠。在學園地牢被新拯救之後，開始稱呼阿新為「哥哥」，並且喜歡上新，對於他坦白的好色發言絲毫不在意。曾對亞琳說自己自願當新的情婦，甚至因為看到莉莉姆而有想要跟新生孩子的衝動。看到新與其他7使者約會的時候會吃醋嘟嘴，平時很喜歡抱著新（如同無尾熊那樣）甚至親吻新的臉頰。
因為自己不對任何人懷抱有「友情」的思想，而選擇了友情的主題，跟萊維是相似的好朋友。對於她所選擇的主題而言，她很難去輕易的相信友情這方面的東西，但新是她心中唯一特別且非常重要的「友人」，為了新要她做什麼都願意。
現實世界與夢中世界的長相不同：前者是巨乳蘿莉貌，後者則是身高較高、看起來更加成熟（據亞琳所述，夢中的她是理想中的自己）。
在新和萊維的脫光光戰爭中出手幫了新，使用魔法讓學園內魔力較低的同學睡著好讓新感測萊維的魔力（但是魔法強到還醒著的人只剩下魔道書7使者等級或以上的人）。
迷戀新的程度已經到了可以讓他為所欲為都沒關係，但是新雖然好色卻從來沒有真的出手過。
因為自身魔力含量深不見底，從阿斯提爾的手抄本口中情報得知，其真實身分推測為本世代的「樞機魔公」。在神曲門中可以使用近乎無窮無盡的魔力來戰鬥，甚至在與神曲門魔將的戰鬥中挺身保護還不適應環境的米菈，整題實力變得不容小覷。
莉賽洛德·夏洛克（聲：東山奈央／藤村步）
「魔道書7使者」之一。專門術式「數秘術」（ロゴス・アート），代表數字66。「書庫」怠惰（アケディア），「主題」停滯（スタグナ）。秘奥義為「魔道極法·時空裂界」（バアル・ペオル）、「時空計測」。
17歲，身高155cm，三围：B85 W56 H84。持有魔道書為「X=arkhē（エクス＝アルク）」（長得很像一台平板電腦）。
賽莉娜的雙胞胎姊姊，綁著雙馬尾，穿著比較性感，巨乳。原為王立圖書館檢閲官次席以及王立書籍學園的魔道士。新轉學到王立書冊學園的半年前就失蹤，失蹤的原因是強行連結永劫圖書館，後續被學園定罪而取消王立圖書館檢閲官次席身分，再次回到王立書冊學園時已經在永劫圖書館取得魔王因子成為邪惡魔道士，並打算奪取新與其餘魔道書7使者的魔力，但事與願違，被剩餘的7使者聯手暫時擊退。
個性跟自己所選擇的主題「停滯」大相逕庭，本身行動非常快速且積極，亦不喜歡等待或者扎扎實實的慢慢來，喜歡走捷徑。
之後在使用魔道極法做出的時空裂縫中與阿新展開決鬥，被新向雅琪歐習得的真言術打敗。在敗給新之後，被新的一番話感動因而喜歡上新，並將他送回現實世界，但自己卻因受到魔道極法的副作用影響而留在「超高速世界」中。
因肉身長期受困在超高速世界中，所以她身上累積的魔法研究資料量比其他的七使者多出許多。
與光神璐古之戰藉由妹妹的身體讓意識返回現實世界，暫時重返魔道書7使者的行列。
新在天空圖書館得到魔王兵器陷入暴走危機時，將新拉進「超高速世界」並教導他數秘術，在新成功取得數秘術並達成三位一體使者身分的時候使用魔劍「黑皇劍朱迪卡（聲：伊藤靜）」擊破超高速世界的靜止空間後救出，也因此得以讓肉體回到現實世界，正式回歸魔道書7使者的身分，並於王立書冊學園復學。
在傾心於新之後，一旦有兩人獨處的機會時便會時常色色的誘惑他，對於自己心上人的新的愛稱是「Darling」，並且不介意被阿新不論是不是意外的襲胸、埋臉於胸、襲臀、埋臉於下體、摸屁股等等兒童不宜的動作，不但覺得享受，而且不會打他，更不會阻止他。說白了就是她非常歡迎阿新對她上下其手或者夜襲。雖然對自己的心上人阿新很開放，實際上還是個處女，不過她本人表示即使未經人事也沒關係，但學術經驗上卻很豐富。
在新和萊維的脫光光戰爭中出手幫了新。
非常的疼愛與維護自己的雙胞胎妹妹，一旦有人敢對她不利，一定會盡全力消滅對手。
從阿斯提爾的手抄本讓渡給本書的知識中得知，其真實身分為這世代的「無限魔人」。
在神曲門篇失蹤了一陣子，後來得知是在永劫圖書館中適應空歸還給她的魔王因子，在適應了魔王因子後讓她可以使用數秘術的顯現裝束「貝爾菲戈爾（ベルフェゴール）」去幫助正在遭受襲擊的妹妹賽莉娜，其展現的力量相當強大，可以一瞬間解析對手的魔法，還實現了對魔道極法的完全掌控。但也由於力量過於強大，導致在戰鬥過程中有些許失去理智的現象，這點被心細的雅琪歐發現，隨後雅琪歐也勸告她不要過於陷入魔道以免走火入魔。

#### 在校生、關係人
賽莉娜·夏洛克（聲：洲崎綾／三上枝織）
「書庫」怠惰（アケディア），「主題」束縛（リガーレ）。專門術式「數秘術」（ロゴス・アート），代表數字6。
17歲，身高155cm，三围：B80 W56 H82。持有魔道書為「阿爾庫塔斯的複寫本」。
莉賽洛德的雙胞胎妹妹，綁著雙馬尾，並把眼鏡當成髮箍一樣戴在頭上。新聞社成員，總是拿著相機進行取材活動，慢慢喜歡上新。
曾被莉賽洛德奪走大量的魔力而差點失去自身存在瀕臨死亡，但也跟莉賽洛德打賭阿新一定會打敗她，並將她拉回魔道書7使者這邊，而在這之後她完全不記恨莉賽洛德奪走她魔力的這件事情。
對於自己相比雙胞胎姊姊莉賽洛德豐滿傲人的身材下略顯不足身材相當在意，但莉賽洛德親口保證她還在成長中，絕對有機會變成如莉賽洛德般凹凸有致的性感身材。
與光神璐古之戰中，使用相機將莉賽洛德所處的「超高速世界」給停止，並成功將其意識束縛於自己的肉體。從學園長處取得「阿爾庫塔斯的複寫本」後，其相機獲得魔導書資格，力量大增。
對於莉賽洛德面對阿新時的種種獻身痴女行為擔任吐槽役，但似乎沒有什麼太大的效果。
對於自己的姊姊是仰慕也是愛護的關係，當莉賽洛德有難時也會奮不顧身保護她，絕對不會饒恕膽敢傷害她姊姊的對手。
真身為失落的書庫憂鬱的持有者。
在神曲門篇，她請求代替再次消失的莉賽陪伴新，並且她的技能已經提高到能夠讓校長同意外出的程度，但條件是「如果情況變得危險，她必須立即逃跑」，在這之後卻被十二魔將之一的米莉俄涅（ミリオーネ）抓住，在肉身差點連同魔力一起被吃掉的時候，姊姊莉賽洛德及時趕到並驚險救下她。
與大魔王三重鬥爭的決戰中的瞬間展現了比姊姊莉賽洛德更快的計算力，這讓莉賽洛德大為震撼。
校長（本名比布利亞）（聲：三木真一郎／遊佐浩二）
「書庫」憤怒（イラ），「主題」调和（コンコルディア）。專門術式「言灵术」。
外貌年龄：30岁，身高：184cm。
持有魔道書「所羅門王之門（ソロモンズ・ゲート）」，沒有一定魔力的人無法看見，即使是高階的魔道士長時間看著也會發狂。右手總是戴著黑色手套，與新一樣是個好色的人。在與莉賽洛德的對戰中故意放水輸掉，但也成功預言了她會敗給新的結局。
擁有王立書冊學園中最強的魔力，魔道的頂點「大魔公（パラディン）」之一，能夠獨自恢復損壞的校舍，只要動嘴就能夠使用術式。詳細身分不明，疑似是所羅門王的後裔。
對於許多魔道學園內發生的事件似乎都瞭然於心，甚至於好像就是他特意安排的劇本一樣（包含培養這世代各種身分不凡的7使者們），但實際的目的與計畫依然不明。

### 王立書籍學園

#### 褔音探求會
馬斯達莉貝爾（聲：山下七海）
原為王立書籍學園的校長，也是「大魔公」之一。容貌年輕，口氣卻像老太婆。整體實力不明，但由同為大魔公的比布利亞尊稱她的態度來看，應該不容小覷。
討厭被提及年齡方面的問題，但經由與12魔將之一的「阿福克提巴大師」所轉述，實際年齡似乎已經超過300歲以上。
春日聖（聲：諏訪彩花／下屋則子）
16歲，身高156cm，三围：B83 W56 H84。
原為王立書籍學園的魔道士。
手中持有傳說級魔道書兩本，分別是「阿斯提爾的手抄本」以及「伊莉雅斯斷章」，但為何能與如此強大的魔道書簽訂契約，過程仍是個謎。該兩本魔道書所有權已轉移，目前為春日新持有。
以王立書籍學園魔道士身分被派遣到新身邊，用堂妹名義入住他家，並且替新的失蹤父母照顧他。喜歡對新說教。在新引起的「崩壞現象」將城鎮吞噬掉前，把「阿斯提爾的手抄本」交給了新。在被新的崩壞現象吞噬後，小聖在那個什麼都沒有的破滅世界中看到了新以及魔道書7使者們將世界毀滅的未來，了解了魔王存在的意義。
非常喜歡新，不想把新視為「讓世界改變的道具」，在破滅世界中得到魔王因子後想毀滅並重建這個世界，想讓新脫離迴圈般的宿命。身體已經消滅，目前是只能在時空的縫隙徘徊的存在，只能藉由「福音探求會」的協助下暫時回到該世界中。
福音探求會的魔王侯補之一，掌握了「憤怒」書庫的「崩壞」、「創造」、「分解」三種主題，並能使用「憤怒」書庫的顯現裝束「撒旦」。
與亞琳的真實身份同樣是「世界樹的巫女」，並將亞琳視為鏡象的自己。但經常被個性較為開放的亞琳捉弄。
撒旦
憤怒書庫的顯現裝束。只有精通「主題」崩壞（ルイーナ）、創造（パルタム）、分解（アナリシス）共3個研究主題，取得「三位一體」（trinity）資格者才能使用。
光神璐古（聲：福原綾香）
「書庫」嫉妒，「主題」勇氣、誠意、開放。
18歲，身高160cm，三围：B82 W55 H83。
使用高速戰鬥技巧「光輝術」的少女，右眼戴著眼罩。自稱「吾人」。
戰鬥中能夠冷靜分析對手的能力，不擅長表達感情。
與魔道書7使者激戰後戰敗，成為王立書冊學園的俘虜，並在頸部加上限制魔力的裝置。在天空圖書館中和新交流後，認定新為自己「未來的老公」。新對其身材的評價為「握起來不大不小，手感卻剛剛好的璐古」。
曾經潛入天空圖書館中盜取出「勇氣武裝」光穿槍「聖光之戟」、「誠意武裝」光斬劍「逆光劍」、「開放武裝」光劍「翼光之劍」，利用魔王因子成為魔王候補，並且掌控這三件武裝而成為「三位一體」。
從被莉賽洛德以及後來被束繩綑綁居然會臉紅心跳的部分，意外發現似乎有著抖M的性格。

### 王立天空學園
安娜塔西亞·L（聲：M・A・O）
「書庫」色慾，「主题」終焉。
暱稱「安娜」。於漫畫40話初登場即吸引阿新注意的黑髮美少女，是因为「主题」終焉與新體內的魔王因子產生反應造成，能使用與象徵「世界本身」的精靈借用力量的魔術。喜歡新。祖先是復活的聖女。
當成功取得成為魔道士七人的資格時，因三重混沌將莉莉絲送來的緣故而失去肉體，但在新的幫助下重新取回肉體並重返現世。
真實身份是目前這一世代「復活的聖女」。
愛莎（聲：南條愛乃）
王立天空學園的校長，全名「馬斯塔愛莎」。「大魔公」之一。與安娜一同行動。
訓練新成為魔道劍聖，後來又訓練米菈，並使米菈成功變成本世代的「英雄」。

### 傳說中的魔道書
空（聲：釘宮理惠／伊瀨茉莉也）
外貌年龄：12岁，身高145cm，三围：B76 W54 H76。
新所持有的「阿斯提爾的手抄本」（アスティルの写本）。原為小聖所持有的魔道書，在被崩壞現象吞噬前將所有權移交給了阿新。
能變化成人類「少女」的外型，擅長解析與實行，可以幫助新學習使用他人的魔道。
是一本存在本身就等同傳說的最強級別的魔道書，據傳內容記載著異世界的知識，目前持有的知識量已經比原書還多。
個性跟目前的持有她的主人新一樣大而化之。
曾說過原書是大人體型且身材姣好（實際上尊稱原書為母親）。
對於新的形容是「好色但有趣的主人」，同時也會配合他的好色而行動。
在新變成三重星芒而力量暴走時，以自身魔力壓制三重星芒並使其沉睡。
在永劫圖書館協助新等人對抗莉賽洛德的時候，封印並保管了莉賽洛德以非法手段得到的魔王因子，於神曲門篇的時候歸還給她。
伊莉雅（聲：赤崎千夏）
外貌年龄：16岁，身高157cm，三围：B83 W57 H84。
新所持有的第二本魔道書「伊莉雅斯斷章」（イーリアス断章Ⅲ）。原為小聖所持有的魔道書，在後來的戰鬥中敗給阿新，被阿新的心意所救贖，自願跟著他走。
能變化成人類「少女」的外型，擅長解讀與輔助，可以幫助新調整魔力的流動，並在阿新同時使用多個書庫的力量時維持他的身體不被破壞。
同樣也是傳說中的魔道書，在小聖因為魔道士的任務必須暫時離家時，會變成小聖的外表替小聖照護阿新。現在則是直接以真面目照顧阿新的起居。
對於新的好色行為擔任吐槽役，但實際上依然深深喜歡著他，同時也拿新的好色個性沒辦法。（比較類似於嬌嗔）
伊莉雅斯斷章全集一共八本，目前分散在魔界各處，也就是親生姊妹般的存在，阿新目前持有的這本排行第三，也就是記錄著伊莉雅斯斷章的第三章內容的魔道書。
以希臘數字來排序，伊莉雅斯斷章姊妹們的名字為伊斯Ⅰ(數字一，Ενας)、蒂歐Ⅱ(數字二，δύο)、托莉斯(伊莉雅)Ⅲ(數字三，τρία)、緹莎拉Ⅳ(數字四，τέσσερα)、潘特Ⅴ(數字五，Πέντε)、艾克茜Ⅵ(數字六，έξι)、艾卜妲Ⅶ(數字七，Επτά)、奧克托Ⅷ(數字八，Οκτώ)
在神曲門中經由最小的妹妹奧克托通知後，得知除了奧克托之外其他姊妹皆被十二魔將當作人質脅持，希望自己的主人阿新能夠救她們出來。
奧克托
為傳說級魔道書「伊莉雅斯斷章」的第八章節，伊莉雅的么妹。
能變化成人類「少女」的外型，外貌年齡較伊莉雅小一些。
原持有者為「西之魔女」米娜・賽拉姆（ミナ・セイラーム），目前持有者為不動雅琪歐。
在西之魔女被殺害後，與其他姊妹（除伊莉雅外）一同遭到俘虜，但由於年紀最小，雖然被俘虜但卻被留下來作為信使。
在確認了王立書冊學園的魔道書七使者們擁有能夠撼動神曲門的力量之後，將西之魔女的死訊告訴她們，並希望七使者們能夠救出其他的姊妹。
在神曲門與十二魔將的戰鬥中，為了配合七使者之一的不動雅琪歐，可以將自己變化成特殊武器-鉤繩索。
拉迪克斯．阿斯提爾
為魔王三重鬥爭持有的魔道書「阿斯提爾原典」（Radix-Astil）。只侍奉並聽令於魔王三重鬥爭一人。
能變化成人類「成人女性」的外型，本身實力與魔力都非常強大。自稱為「本書」。
外表所見就是成人版本的空，因為魔王三重鬥爭的關係，已經習得七大罪中傲慢（スペルビア）主題裡的愛情（カリタス）章節內容。
基本上沒有什麼表情與情感，通常都是擺著一張撲克臉。但在與新交手的過程中意外感到「恐懼」，且空在她返回神曲門前留下一段「阿新會成為真正的魔王，並支配妳」的這句話，種種疑點令她非常的納悶亦非常的感興趣。
起初從神曲門抵達現世只是為了回收自己的手抄本而已，因為她認為手抄本已經沒有必要待在失去魔王因子的新身邊，本來要強行帶走手抄本但被新等人阻止，但隨手抄本也跟著新一起進入了神曲門的世界後，對自己的手抄本（也就是空）目前持有的知識量感到震驚，並要求空與她交流空目前身上所持有的知識。
被空尊稱為「母親」之後，也將空視為女兒，表情也逐漸有了情感，以三重鬥爭的觀點來看是衍生出了感情的結果。

### 天空圖書館
三重混沌（聲：前野智昭）
「書庫」色慾，「主題」虛無（ヴァニタス）
容貌與新相似的異世界魔王，被新稱為「魔王前輩」，魔道書7使者莉莉絲·亞薩賽爾的生父，奪取了自己世界的魔道書7使者的一切後成為魔王並且終結了世界。
為了反抗魔王的宿命而生育了莉莉絲，並且將她傳送到異世界將她當成開啟異世界之門的鑰匙，藉此讓自己能在異世界裡取回存在於原來世界的力量，最終敗給了掌握四個書庫與四個主題的新。持有魔王兵器「虛無武裝」赤皇劍「該隱」。
稱呼新為後輩，在魔導士聯合魔術大會前接受莉莉絲的請求而訓練莉莉絲，讓她擁有能夠掌握「色慾」裝束「艾什瑪」的力量。
敗給新之後，因為被新的斬擊直接命中身體，因而失去了存在的肉體，只能暫時與赤皇劍「該隱」融合，類似於精神體的存在。
與阿新一戰後，心中對於莉莉絲有所虧欠，故出現在魔術大會的會場應援自己的女兒並兼任解說員，似乎有點傻父親的個性，其實內心很渴望女兒的關愛。
在新與魔王三重鬥爭的戰鬥中選擇幫忙新一把。

### 神曲門地帶
為真正的魔王三重鬥爭所統治的區域，除了他的部下12魔將之外也包含了侍奉他的傳說級魔道書「拉迪克斯．阿斯提爾」。
迪斯・三位一體
即神曲門內真正的大魔王三重鬥爭。年齡不明，「書庫」傲慢，「主題」愛（アマーレ）。為傳說級魔道書「阿斯提爾原典」的主人。
十二魔將

### 其他
最終混沌（聲：島崎信長）
「悠久圖書館」的主人，被新稱為「後輩魔王」，白色的魔王候補,外貌與新極為相似,為了成為魔王而被製造出來。
由於有著無數個身體，因此無法被人在真正意義上殺死。
在與新戰鬥之後，似乎又進入了休眠的狀態。
在新與魔王三重鬥爭的戰鬥中選擇幫忙新一把，但嘴上說只是暫時聯手而已。
莉莉姆（聲：日高里菜）
小說.劇場版登場人物（漫畫第74話登場）。在新碰觸到莉莉絲的魔道書時，新的魔力被魔道書吸收後，突然顯現的謎樣少女。
真身即「赫耳墨斯外典」，由煉金術的始祖兼大魔公的霍恩海姆（ホーエンハイム）所撰寫，同時也是啟動「悠久圖書館」的指令鑰匙。
此魔道書新的名字是由新所構想的，因為長得很像莉莉絲，所以新叫她「莉莉姆」，而她自己也很中意這個名字。
也因為是由新與莉莉絲的魔力共同構築而成，故她自己稱呼阿新為「爸爸大人（パパ様）」，莉莉絲則是「媽媽大人（ママ様）」。
在魔族化後的煉金術始祖霍恩海姆面前稱他為「主人（マスター）」。
對於十二魔將之一的利比克奪取莉莉絲與阿新的魔力感到虧欠，因此會在關鍵的時刻給予支援，比如拯救了被傲慢魔力侵蝕支配的阿新，以及在神曲門中使用大魔公遺留的魔力支援阿新等。
誕生年齡為所有魔道書中最小，但卻擁有最強的意志力，在與三重鬥爭的戰鬥中對於三重鬥爭將自己的魔道書「阿斯提爾原典」棄置的行為感到憤怒，這點反而讓三重鬥爭很欣賞，於是給了阿新三天的時間準備，讓他有能夠擊敗自己的機會。

## 用語
魔道書7使者
是指在書冊學園裡於各書庫習得「秘奥義（ロスト・テクニカ）」，也就是「魔道極法」的7個人所擁有的稱號。
崩壞現象
在特定的區域範圍內產生的引力震動或磁場造成的大規模破壞現象。只要發生崩壞現象該地會變成廢墟，所有生命也會消失，只要能破壞現象的「基點」就能夠阻止現象擴大，原本存在於區域內的生命也會回歸原處。
魔道書
魔導士所持有的一種記載各種魔術或知識的禁忌書籍。一般人觸碰、直視內容或長時間處在魔道書附近，就會造成精神崩潰，最糟的情況可能會死亡，因此只有高階的魔導士能夠使用。大部分的魔導士都會為了得到魔道書努力研究，但有些人像新那樣一開始就擁有使用魔道書的素質。也有以卷軸、水晶、手杖等不同外形的魔道書存在。
傳說中的魔道書
指「阿斯提爾的手抄本」與「伊莉雅斯斷章」。本來是身為高等魔導士的春日聖所擁有的魔道書。
這兩本魔道書都具備自我，也會透過自己的意志來選擇主人。而這兩本魔道書，只曾經出現在傳說之中，因此人們懷疑這兩本魔道書是否真的存在。
據說內容收入了這個世界所有的知識與智慧，除了記載關於魔術的事情之外，也記載了世界的真理，因此是魔導士所追求的東西。
阿斯提爾的手抄本主要擅長解析與實行，伊莉雅斯斷章則是擅長解讀與輔助。
書庫（Archive）
冠上七大原罪的魔道分類。共分為傲慢、妒忌、憤怒、懶惰、貪婪、貪食、色慾七種。書庫存於人類大腦無法辨識的高次元階層中，因此擁有生命的肉體無法到達這個地方，魔導士們透過意識與精神傳送到這個階層來連接「書庫」。魔導士們所研究的魔道「主題」，一定屬於這七個分類之一。不管是選擇書庫還是主題，魔導士都會選擇與自己最沒有關係的東西。
主題
魔導士所研究的東西。見習魔導士的第一個工作就是要找到屬於自己的「主題」。即使是研究同一個「主題」，每個人對該「主題」的價值觀都不一樣，因此每個人研究的魔道結果都不會相同。魔導士可藉由將自己的主題「實行」成研究結果來將自己所擁有的魔力當作術式來使用。
傲慢
真實、總結（シンセンス）、審判（アルビテル）、正義（ユースティティア）、使命（ミッション）、理念（りねん）、支配（インペル）、愛情
忌妒
希望、勇氣（ヴァータス）、幻想（リディカル）、解放（ソルヴォ）、誠意（フェイス）、期待（エクスペクト）
憤怒
勝利、調和（コンコルディア）、分解（アナリシス）、創造（パルタム）、開拓（カルチュア）、崩壞（ルイーナ）
懶惰
停滯、誓約（オブシディス）、寂靜（コンフュート）、空虛（インフレクィンティア）、束縛（リガーレ）
貪婪
慈愛、後悔（リトリート）、成功（フラックス）、賢明（セイピエンティア）、友情（アミキティア）
貪食
神聖、無限（インフィニティ）、發展（アウクタス）、幸福（フェリクタス）、循環（シルクィタス）、信仰（フェデス）
色慾
終焉、虛無（ヴァニタス）、安息（スィレオ）、博愛（ディリゴ）、消滅（フォール）、永遠（エヴァーラスティング）、生命（アビエス）
魔導士
通稱「Magus」，為研究目標與人道無關，而是與「魔道」有關的人的總稱。主要的使命為解決或調查在日常生活之中無法理解也無法解決的懸案，或是可能與魔道有關的神祕事件。
為了繼續研究異世界、異次元、超常現象等事物，因此思想或主張與常人不同是必備的基礎資質。幾乎所有的魔導士，都擁有脫離人類倫理觀念的思想。所以像王立書冊學園這種培育魔導士的組織，會要求成員遵守最低限度的倫理。
在事件與問題解決後，學園會發報酬作為魔道的研究經費與魔道具的購買資金。
（魔）術式與詠唱
這是魔導士使出魔術時，必須經過的過程。別名為儀式（initiation）等等。
魔導士將使出術式的程序是先登錄在自己所擁有的魔道書上，只要透過實行「術式」，就能夠使出魔術。
而實行術式時所說的話或是擺出的動作，就叫做「詠唱」。
只要把術式登錄到魔道書上，如果不以既定的方式進行詠唱，就無法使用魔術。只要稍微說錯話，就會造成魔術失控，並且出現完全不同的效果——這是魔法學園故事非常老套的設定。
Magus模式
指魔導士運用魔道書的力量，為了「實行」自己的研究主題時的姿態，能夠讓魔導士「幻化」成自己所想像、適合自己研究之主題的外表。這時候穿在身上的衣服，是以之前穿在身上的衣服再次構成的，因此如果衣服破損，原來所穿的衣服也會破損。只要魔力回復，就能把別的物質或魔力轉換成Magus模式時的衣服。
在這個狀態下，就會變成比一般人更精通「魔道」的存在，因此就不會被人類世界的物理法則束縛，人類所製造的武器等也比較不會造成傷害。
王立圖書館檢閱官
以完全除去（Re Format）崩壞現象為目的的集團。成員由王立書冊學園內特別優秀的魔導士選出。當世界上的某處發生崩壞現象，或是被預測出會發生崩壞現象時，就會被派遣到該處，肩負起主要為阻止並破壞崩壞現象的任務。
其中首席檢閱官、次席、第三席由在學園中的「魔道書7使者」中選出。目前因為世界上發生危險度較高的崩壞現象，因此身為首席的山奈米菈與第三席的不動雅琪歐經常一起行動。
雖然總人數不明，但人數並不多。
光溜溜魔術
新最初學會的魔術的通稱與蔑稱。這是由新的主題——「控制（impel）」的魔力擴散到四面八方所造成的。
因為新的魔力達到能夠進行「世界構築」的水準，因此能夠一時支配當地的魔力，並且實行「消去魔力」這個命令。主要的效果是解除Magus模式，因此這是最強的反魔導士魔術。
但如果目標有更強的魔力，就無法解除目標的Magus模式。
魔道學園
魔導士學習魔道的場所，三大魔道學園為「王立書冊學園」、「王立書籍學園」、「王立天空學園」。
樞機級
顯示魔導士魔力等級的階級之一。指的是擁有的魔力僅次於魔導士最高等級之「大魔公」的人物。
大部分的人物是天生就具有這種水準的魔力。要控制這種強大的魔力並不容易，有很多人無法達到「大魔公」級，就因為魔力失控而消滅或變成魔物。
「魔王級」不屬於任何一個魔力等級，比較像是特別的階級。
魔物
魔導士的研究末路，為魔力暴走之際產生的殘渣。魔物並非魔導士的意志，只是單純追求魔力的「影子」。魔物的強度取於魔導士生前的樞機級。
神話武裝
在神話與傳承中流傳的傳說中之武器。據說被封印在世界上的某個地方。
除了能夠直接把神話的「傳承」轉為「能力」來使用之外，還具有能夠大幅度提升持有者之魔力與身體能力的效果。每個武裝具有對應的主題，也具有與主題有關的特殊能力。
通常因為魔導士只能擁有一種主題，因此只能夠使用一種神話武裝。
但璐古透過使用魔王因子的力量，來讓自己變成能夠操控三種神話武裝的「trinity」。
撒旦
職掌「憤怒」書庫的最高位魔道之稱呼。同時也是指將「憤怒」書庫的一切鑽研到極致，達到魔道之根源時，所得到的力量。
擁有這種力量之後，就可以使用Magus模式的高等武裝 — 撒旦顯現裝束，並且使用存在於書庫之中的任何魔道。
撒旦的名稱就是對應該書庫之惡魔的名稱。每個書庫都分別存在著對應的惡魔，每一種魔道極法，都會用到該惡魔的名字。
魔術與魔法
一般來說，透過執行魔道而生的所有現象皆是「魔術」。而超越這世上的理論及法則，行駛不應存在的力量，則是稱作「魔法」。
窮極魔道便是透過研究與鑽研到達「魔法」的境界，也是許多魔導士期昐達成的境地。
世間被稱作魔法的現象所指的幾乎都是魔術，而魔法代表則足以破壞存在於這世界的「概念」之物。
即使擁有魔王等級的魔力也難以抵達「魔法」的境地，那股神祕的力量甚至會扭曲這個世界的原理。
魔王因子
意指潛藏著幾乎足以毀滅這個世界的強大魔力。那通常都是會慎重封印在異世界，一般的魔導士也無法觸及。
而且，即使得到這份力量，一般的魔導士不只會因此造成精神崩壞，就連肉體也會損壞。
但是，只要有辦法運用這股力量，就是可以控制「魔王等級」的魔力，能夠使用三種主題，也可以裝備三件神話武裝。
春日新則是天生就持有魔王因子，是個純粹的魔王。

## 出版書籍

### 漫畫
| 冊數 | KADOKAWA                   | KADOKAWA                                                          | 台灣角川       | 台灣角川               |
| 冊數 | 發售日期                   | ISBN                                                              | 發售日期       | ISBN                   |
| ---- | -------------------------- | ----------------------------------------------------------------- | -------------- | ---------------------- |
| 1    | 2011年7月9日               | ISBN 978-4-04-712737-1                                            | 2012年6月20日  | ISBN 978-986-287-790-6 |
| 2    | 2011年11月9日              | ISBN 978-4-04-712760-9                                            | 2012年9月19日  | ISBN 978-986-287-949-8 |
| 3    | 2012年4月9日               | ISBN 978-4-04-712791-3                                            | 2012年12月15日 | ISBN 978-986-325-106-4 |
| 4    | 2012年9月8日               | ISBN 978-4-04-712828-6                                            | 2013年3月22日  | ISBN 978-986-325-290-0 |
| 5    | 2013年1月9日               | ISBN 978-4-04-712851-4                                            | 2013年7月11日  | ISBN 978-986-325-465-2 |
| 6    | 2013年5月9日               | ISBN 978-4-04-712873-6                                            | 2013年12月11日 | ISBN 978-986-325-627-4 |
| 7    | 2013年12月9日              | ISBN 978-4-04-712964-1                                            | 2014年5月16日  | ISBN 978-986-325-970-1 |
| 8    | 2014年4月9日               | ISBN 978-4-04-070079-3                                            | 2014年11月19日 | ISBN 978-986-366-241-9 |
| 9    | 2014年8月9日               | ISBN 978-4-04-070266-7                                            | 2015年2月14日  | ISBN 978-986-366-330-0 |
| 10   | 2014年11月8日              | ISBN 978-4-04-070265-0                                            | 2015年7月7日   | ISBN 978-986-366-616-5 |
| 11   | 2015年3月25日 2015年4月9日 | ISBN 978-4-04-070350-3（限定版） ISBN 978-4-04-070349-7（通常版） | 2016年1月13日  | ISBN 978-986-366-916-6 |
| 12   | 2015年8月8日               | ISBN 978-4-04-070351-0                                            | 2016年5月23日  | ISBN 978-986-473-076-6 |
| 13   | 2016年1月9日               | ISBN 978-4-04-070798-3                                            | 2016年8月22日  | ISBN 978-986-473-262-3 |
| 14   | 2016年4月9日               | ISBN 978-4-04-070799-0                                            | 2017年2月23日  | ISBN 978-986-473-544-0 |
| 15   | 2016年8月9日               | ISBN 978-4-04-070993-2                                            | 2018年2月5日   | ISBN 978-957-564-056-9 |
| 15.5 | 2017年1月7日               | ISBN 978-4-04-072144-6                                            | 不適用         | 不適用                 |
| 16   | 2017年2月9日               | ISBN 978-4-04-072178-1                                            | 2018年2月5日   | ISBN 978-957-564-057-6 |
| 17   | 2017年8月8日               | ISBN 978-4-04-072390-7                                            | 2018年7月26日  | ISBN 978-957-564-308-9 |
| 18   | 2018年2月9日               | ISBN 978-4-04-072598-7                                            | 2019年1月20日  | ISBN 978-957-564-680-6 |
| 19   | 2018年7月9日               | ISBN 978-4-04-072780-6                                            | 2019年1月20日  | ISBN 978-957-564-681-3 |
| 20   | 2019年3月9日               | ISBN 978-4-04-073097-4                                            | 2019年12月4日  | ISBN 978-957-743-401-2 |
| 21   | 2019年8月9日               | ISBN 978-4-04-073290-9                                            | 2020年6月17日  | ISBN 978-957-743-778-5 |
| 22   | 2020年3月9日               | ISBN 978-4-04-073570-2                                            | 2020年11月19日 | ISBN 978-986-524-072-1 |
| 23   | 2020年6月9日               | ISBN 978-4-04-073686-0                                            |                |                        |
| 24   | 2020年10月9日              | ISBN 978-4-04-073840-6                                            |                |                        |
| 25   | 2021年4月9日               | ISBN 978-4-04-074053-9                                            |                |                        |
| 26   | 2021年10月8日              | ISBN 978-4-04-074268-7                                            |                |                        |
| 27   | 2022年4月8日               | ISBN 978-4-04-074500-8                                            |                |                        |
| 28   | 2022年10月7日              | ISBN 978-4-04-074717-0                                            |                |                        |
| 29   | 2023年5月9日               | ISBN 978-4-04-074956-3                                            |                |                        |
| 30   | 2023年12月8日              | ISBN 978-4-04-075243-3                                            |                |                        |
| 31   | 2024年8月8日               | ISBN 978-4-04-075548-9                                            |                |                        |
| 32   | 2025年3月7日               | ISBN 978-4-04-075830-5                                            |                |                        |

TRINITY SEVEN 雷玟忍傳
原作：齊藤健二，作畫：，人物原案：奈央晃徳
| 冊數 | KADOKAWA     | KADOKAWA               | KADOKAWA |
| 冊數 | 發售日期     | ISBN                   |          |
| ---- | ------------ | ---------------------- | -------- |
| 1    | 2016年4月9日 | ISBN 978-4-04-070882-9 |          |
| 2    | 2016年8月9日 | ISBN 978-4-04-070994-9 |          |
| 3    | 2017年2月9日 | ISBN 978-4-04-072180-4 |          |

TRINITY SEVEN小姐
原作：齊藤健二，作畫：森美咲，人物原案：奈央晃徳
| 冊數 | KADOKAWA     | KADOKAWA               | KADOKAWA |
| 冊數 | 發售日期     | ISBN                   |          |
| ---- | ------------ | ---------------------- | -------- |
| 全   | 2016年4月9日 | ISBN 978-4-04-072181-1 |          |

TRINITY SEVEN 莉賽編年史
原作：齊藤健二，作畫：阿倍野茶子，人物原案：奈央晃徳
| 冊數 | KADOKAWA     | KADOKAWA               | KADOKAWA |
| 冊數 | 發售日期     | ISBN                   |          |
| ---- | ------------ | ---------------------- | -------- |
| 1    | 2017年8月8日 | ISBN 978-4-04-072389-1 |          |
| 2    | 2018年2月9日 | ISBN 978-4-04-072602-1 |          |
| 3    | 2018年7月9日 | ISBN 978-4-04-072774-5 |          |

### 小說
| 冊數 | KADOKAWA | KADOKAWA       | KADOKAWA               |
| 冊數 | 副標題   | 發售日期       | ISBN                   |
| ---- | -------- | -------------- | ---------------------- |
| 1    |          | 2014年11月8日  | ISBN 978-4-04-070267-4 |
| 2    |          | 2014年12月29日 | ISBN 978-4-04-070352-7 |
| 3    |          | 2018年1月9日   | ISBN 978-4-04-072570-3 |

### 官方導讀
| 冊數 | KADOKAWA | KADOKAWA     | KADOKAWA               |
| 冊數 | 副標題   | 發售日期     | ISBN                   |
| ---- | -------- | ------------ | ---------------------- |
| 1    |          | 2015年4月9日 | ISBN 978-4-04-070407-4 |

### 漫畫選集
| 冊數 | KADOKAWA     | KADOKAWA               |
| 冊數 | 發售日期     | ISBN                   |
| ---- | ------------ | ---------------------- |
| 1    | 2016年1月9日 | ISBN 978-4-04-070785-3 |

## 廣播劇CD
2012年9月7日於Frontier Works發售廣播劇CD。於《月刊Dragon Age》2012年4月號、5月號發表廣播劇CD化，同年8月號發表主要聲優。
各話列表
- 第1話：魔王候補與一個戒指
- 第2話：夜晚的補習與空間封鎖
- 第3話：廣播劇CD版特別Episode 魔道書7使者與魔王候補
- Free talk

製作人員
- 原作：齊藤健二
- 作畫：奈央晃德
- 劇本：齊藤健二
- 演出：關根奈美
- 工程師：成田一明
- Assistant Engineer：鈴木裕幸（delfisound）
- 音響效果：Evans
- 音樂：MERONEST
- 音響製作擔當：北垣貴司（Dream Force）
- 音響製作：Dream Force
- 工作室：整音工作室、delfisound
- Mastering Studio：東京CD Enter
- 執行製作人：及川武（Frontier Works）
- 製作人：松澤博（Frontier Works）
- 設計：石阪嘉康（Qalatta）
- 插圖：奈央晃德

## 動畫
2014年2月14日於富士見書房官網發表動畫化消息。
電視動畫以《TRINITY SEVEN》為標題，於2014年10月7日起由東京電視台、AT-X等電視台放送。漫畫版第11集單行本將發售含有Blu-ray的限定版本，收錄OVA。
2016年7月9日官方網站發表劇場版製作消息，以《TRINITY SEVEN -悠久圖書館與鍊金術少女-》為標題，於2017年2月25日日本上映。
2018年7月3日官方網站發表出第二部劇場版製作消息。第二部劇場版以《TRINITY SEVEN -天空圖書館與緋紅的魔王-》為標題，於2019年3月29日本上映。

### 製作人員
- 原作：齊藤健二、奈央晃德（KADOKAWA 富士見書房 月刊Dragon Age連載）
- 企劃：勝股英夫、坂本浩一、上村修、田中辰彌、平岡利介（東京電視台）、山田昇、納谷僚介、難波秀行、安田猛、山口晃、古神子廣一、田中翔太
- 監督：錦織博
- 系列構成：吉野弘幸（TV）、齊藤健二（劇場版）
- 人物設計：友岡新平（日语：友岡新平）
- 怪物設計：森木靖泰（日语：森木靖泰）
- 總作畫監督：友岡新平、小谷杏子
- 武器設計：大塚亨
- 道具設計：岡戶智凱
- 美術監督：大久保錦一、山本恵（第二部劇場版）
- 美術設定：泉寬
- 色彩設計：西村薰
- 攝影監督：榎本惠、後藤真美（第二部劇場版）
- 3DCG：山口直人
- 特殊效果：福田直征
- 音響監督：蝦名恭範（日语：えびなやすのり）
- 編輯：關一彥
- 音響製作：STUDIO MAUSU
- 音樂：TECHNOBOYS PULCRAFT GREEN-FUND
- 音樂製作：avex pictures、TV TOKYO Music
- 製片人：飯泉朝一、坂本浩一、康村諒、紅谷佳和（東京電視台）、清水美佳、納谷僚介、高篠秀一、田島宏行、淡路徹、石垣毅、野口雄作
- 動畫製作人：桑原誠
- 助理製作人：吉田雄哉、田中久美子、松田吉史、秋間真良（東京電視台）、波田野洋介、高野雄太、細田成樹、馬場楊子
- 動畫製作：Seven Arcs Pictures
- 製作：
  - 電視動畫：TRINITY SEVEN製作委員會（avex pictures、KADOKAWA 富士見書房BC、Seven Arcs、東京電視台、AT-X、STUDIO MAUSU、創通、docomo Anime Store、PLUM、Q-TEC、DeNA）
  - 第一部劇場版：TRINITY SEVEN E.A.製作委員会製作委員會
  - 第二部劇場版：TRINITY SEVEN H.C.製作委員会製作委員會

### 主題曲
片頭曲「Seven Doors」
作詞、作曲、編曲、歌：ZAQ
片尾曲
全作詞、作曲、編曲：TECHNOBOYS PULCRAFT GREEN-FUND
「BEAUTIFUL≒SENTENCE」（第1話－第3話）
歌：Magus Two（淺見莉莉絲（原由實）、神無月亞琳（内田彩））
「SHaVaDaVa in AMAZING♪」（第4話－第6話）
歌：由衣雷玟♡（風間雷玟（佐倉綾音）、倉田由衣（村川梨衣））
「ReSTART "THE WORLD"」（第7話、第9話、第11話）
歌：TWINKle MAGIC（莉賽洛德·夏洛克（東山奈央）、賽莉娜·夏洛克（洲崎綾））
「TRINITY×SEVENTH＋HEAVEN」（第8話、第10話、第12話、OVA）
歌：Security Politti（山奈米菈（日笠陽子）、不動雅琪歐（柚木涼香））
第一部劇場版主題曲「Last Proof」
作詞、作曲、歌：ZAQ
第二部劇場版主題曲「Against The Abyss」
作詞、作曲、歌：ZAQ

### 各話列表
| 話數 | 日文標題 | 中文標題                   | 腳本     | 分鏡       | 演出       | 作畫監督                                        | 原作話數   |
| ---- | -------- | -------------------------- | -------- | ---------- | ---------- | ----------------------------------------------- | ---------- |
| #01  |          | 魔王候補與第三個選擇       | 吉野弘幸 | 錦織博     | 錦織博     | 友岡新平                                        | 第0－1話   |
| #02  |          | 空間封鎖與王立圖書館檢察官 | 吉野弘幸 | 西森章     | 小平麻記   | 橋本貴吉、河本美代子                            | 第2－3話   |
| #03  |          | 魔道士與鍊金術             | 齊藤健二 | 錦織博     | 錦織博     | 菅野智之                                        | 第4－6話   |
| #04  |          | 巨大迷宮與魔槍啟動         | 吉野弘幸 | 西森章     | 佐佐木純人 | 梶浦紳一郎、長山延好                            | 第7－9話   |
| #05  |          | 夢的世界與第二魔王候補     | 齊藤健二 | 吉本欣司   | 上原秀明   | 河本美代子、平田賢一 Park Sang Wook Lee Jae Woo | 第10－12話 |
| #06  |          | 邪惡魔道士與學園襲擊       | 安川正吾 | 平川哲生   | 福島陽子   | 萩原正人                                        | 第12－15話 |
| #07  |          | 秘奧義與異變解決           | 吉野弘幸 | 田中雄一   | 二宮壮史   | 小野可奈子                                      | 第16－18話 |
| #08  |          | 魔道學習與安息日           | 吉野弘幸 | 東海林真一 | 淺利藤彰   | 高乘陽子、服部憲知 鷲田敏彌                     | 第18－20話 |
| #09  |          | 魔道書戰鬥與過去記憶       | 安川正吾 | 西森章     | 吉田俊司   | 中西和也、藤田正幸 JANG HYUN GEUN KIM JUNGCHUL  | 第20－22話 |
| #10  |          | 支配者與憤怒魔人           | 齊藤健二 | 上坪亮樹   | 佐藤清光   | 片山敬介、桑原良介 飯飼一幸、輿石曉             | 第23－25話 |
| #11  |          | 光輝劍士與姊妹的羈絆       | 安川正吾 | 福田道生   | 上原秀明   | 友岡新平、河本美代子 金正鐡、藤田正幸 平田賢一  | 第25－27話 |
| #12  |          | 聖戰少女與魔王世界         | 吉野弘幸 | 錦織博     | 錦織博     | 服部憲知、大西陽一 安本學、小橋陽介             | 第28－29話 |
| OVA  |          | 七大罪與七魔道士           | 齊藤健二 | 小平麻紀   | 小平麻紀   | 友岡新平                                        | 原創       |

### 播放电视台
日本深夜動畫：下文記載的日本国内播放時間使用日本標準時間（UTC+9）表示。因為部分時間标识會採用30小时制，因此請留意这类超过24:00的时间，其實際播放時間為翌日清晨。
| 播放地區   | 播放電視台 | 播放日期                 | 播放時間（UTC+9）         | 所屬聯播網 | 備註                  |
| ---------- | ---------- | ------------------------ | ------------------------- | ---------- | --------------------- |
| 關東廣域圈 | 東京電視台 | 2014年10月7日－12月23日  | 星期二 25時40分－26時10分 | 東京電視網 | 製作委員會參加        |
| 愛知縣     | 愛知電視台 | 2014年10月7日－12月23日  | 星期二 27時05分－27時35分 | 東京電視網 |                       |
| 大阪府     | 大阪電視台 | 2014年10月10日－12月26日 | 星期五 26時40分－27時10分 | 東京電視網 |                       |
| 日本全國   | AT-X       | 2014年10月11日－12月27日 | 星期六 18時00分－18時30分 | 衛星電視   | 製作委員會參加 有重播 |

| 播放地區 | 發佈          | 播放日期                 | 播放時間                  | 所屬聯播網 | 備註           |
| -------- | ------------- | ------------------------ | ------------------------- | ---------- | -------------- |
| 日本全國 | d Anime Store | 2014年10月12日－12月28日 | 星期日 12時00分 更新      | 網路電視   | 製作委員會參加 |
| 日本全國 | 萬代頻道      | 2014年10月12日－12月28日 | 星期日 12時00分 更新      | 網路電視   |                |
| 日本全國 | NICONICO頻道  | 2014年10月12日－12月28日 | 星期日 12時00分 更新      | 網路電視   |                |
| 日本全國 | NICONICO直播  | 2014年10月12日－12月28日 | 星期日 22時30分－23時00分 | 網路電視   |                |

### 藍光／DVD
| 卷           | 發售日         | 收錄話                          | 規格編號        | 規格編號        |
| 卷           | 發售日         | 收錄話                          | 藍光            | DVD             |
| ------------ | -------------- | ------------------------------- | --------------- | --------------- |
| 1            | 2014年12月19日 | 第1話－第2話                    | EYXA-10111      | EYBA-10105      |
| 2            | 2015年1月23日  | 第3話－第4話                    | EYXA-10112      | EYBA-10106      |
| 3            | 2015年2月27日  | 第5話－第6話                    | EYXA-10113      | EYBA-10107      |
| 4            | 2015年3月27日  | 第7話－第8話                    | EYXA-10114      | EYBA-10108      |
| 5            | 2015年4月24日  | 第9話－第10話                   | EYXA-10115      | EYBA-10109      |
| 6            | 2015年5月22日  | 第11話－第12話                  | EYXA-10116      | EYBA-10110      |
| 特別活動     | 2015年12月18日 | 魔道祭                          | EYXA-10722～3/B | EYBA-10720～1/B |
| 劇場版限定版 | 2017年2月25日  | 第一部劇場版                    | EYX1-11254/B    | 不適用          |
| 劇場版       | 2017年4月28日  | 第一部劇場版                    | EYXA-11256      | EYBA-11255      |
| BD-BOX       | 2017年1月25日  | 第1話－第12話＋OVA              | EYXA-11221      | 不適用          |
| BD-BOX       | 2019年2月27日  | 第1話－第12話＋OVA+第一部劇場版 | EYXA-12358～69  | 不適用          |
| 劇場版       | 2019年5月31日  | 第二部劇場版                    | EYXA-12426      | EYBA-12425      |

### CD
| 發售日         | 名稱                                                                | CD+DVD       | CD only       |
| -------------- | ------------------------------------------------------------------- | ------------ | ------------- |
| 2014年11月19日 | Seven Doors                                                         | EYCA-10095/B | EYCA-10096    |
| 2014年11月19日 | BEAUTIFUL≒SENTENCE                                                  | EYCA-10097/B | EYCA-10098    |
| 2014年11月19日 | SHaVaDaVa in AMAZING♪                                               | EYCA-10099/B | EYCA-10100    |
| 2014年11月19日 | TRINITY SEVEN : MAGUS MUSIC ARCHIVE                                 | 不適用       | EYCA-10093～4 |
| 2014年12月19日 | TRINITY×SEVENTH+HEAVEN                                              | EYCA-10101/B | EYCA-10102    |
| 2014年12月19日 | ReSTART "THE WORLD"                                                 | EYCA-10103/B | EYCA-10104    |
| 2015年3月25日  | trinity heaven7: MAGUS MUSIC REMIXES TECHNOBOYS PULCRAFT GREEN-FUND | 不適用       | EYCA-10408    |
| 2015年6月3日   | CREATION ReCREATION                                                 | 不適用       | EYCA-10457    |
| 2017年1月25日  | THANKSGIVING ≡ LYRICS                                               | 不適用       | EYCA-11259    |
| 2017年2月25日  | LOST DAYS -PIANO ver.-                                              | 網路配信     | 網路配信      |
| 2019年2月27日  | 「トリニティセブン」劇場第2弾主題歌*CD＋BD                          | EYCA-12329/B | 不適用        |
| 2019年3月29日  | ｢トリニティセブン」劇場第2弾 挿入歌キャラクター・ソング1            | EYCA-12420   | 不適用        |
| 2019年3月29日  | ｢トリニティセブン」劇場第2弾 挿入歌キャラクター・ソング2            | EYCA-12421   | 不適用        |
| 2019年4月5日   | ｢トリニティセブン」劇場第2弾 挿入歌キャラクター・ソング3            | EYCA-12422   | 不適用        |
| 2019年4月5日   | ｢トリニティセブン」劇場第2弾 挿入歌キャラクター・ソング4            | EYCA-12423   | 不適用        |

## 備註

### 出處
1. ↑  因為一個世界最多無法同時存在兩個同一個書庫的魔道士七人。
2. ↑  . KADOKAWA.   [2024-08-15]. （原始内容存档于2024-09-16） （日语）.
3. ↑  . KADOKAWA.   [2024-08-15]. （原始内容存档于2024-08-09） （日语）.
4. ↑  . KADOKAWA.   [2025-03-08] （日语）.
5. ↑  . Natalie. 2014年2月14日  [2015年1月7日]. （原始内容存档于2014年10月7日） （日语）.
6. ↑  . 2016-07-09  [2019-07-07]. （原始内容存档于2019-05-26）.（日語）
7. ↑  .   [2018-11-27]. （原始内容存档于2018-11-27）.（日語）

## 外部連結
- TRINITY SEVEN 魔道書7使者（页面存档备份，存于） - 富士見書房（日語）
- 電視動畫「TRINITY SEVEN」官方網站（页面存档备份，存于）（日語）
- 第一部劇場版「TRINITY SEVEN」官方網站（页面存档备份，存于）（日語）
- 第二部劇場版「TRINITY SEVEN」官方網站（页面存档备份，存于）（日語）
- 「TRINITY SEVEN」官方的X（前Twitter）（日語）